# 伦廷
伦廷是德国巴伐利亚州的一个市镇。总面积8.48平方公里，总人口4976人(2023年12月31日），人口密度587人/平方公里。